# 출동! 소방관 샘

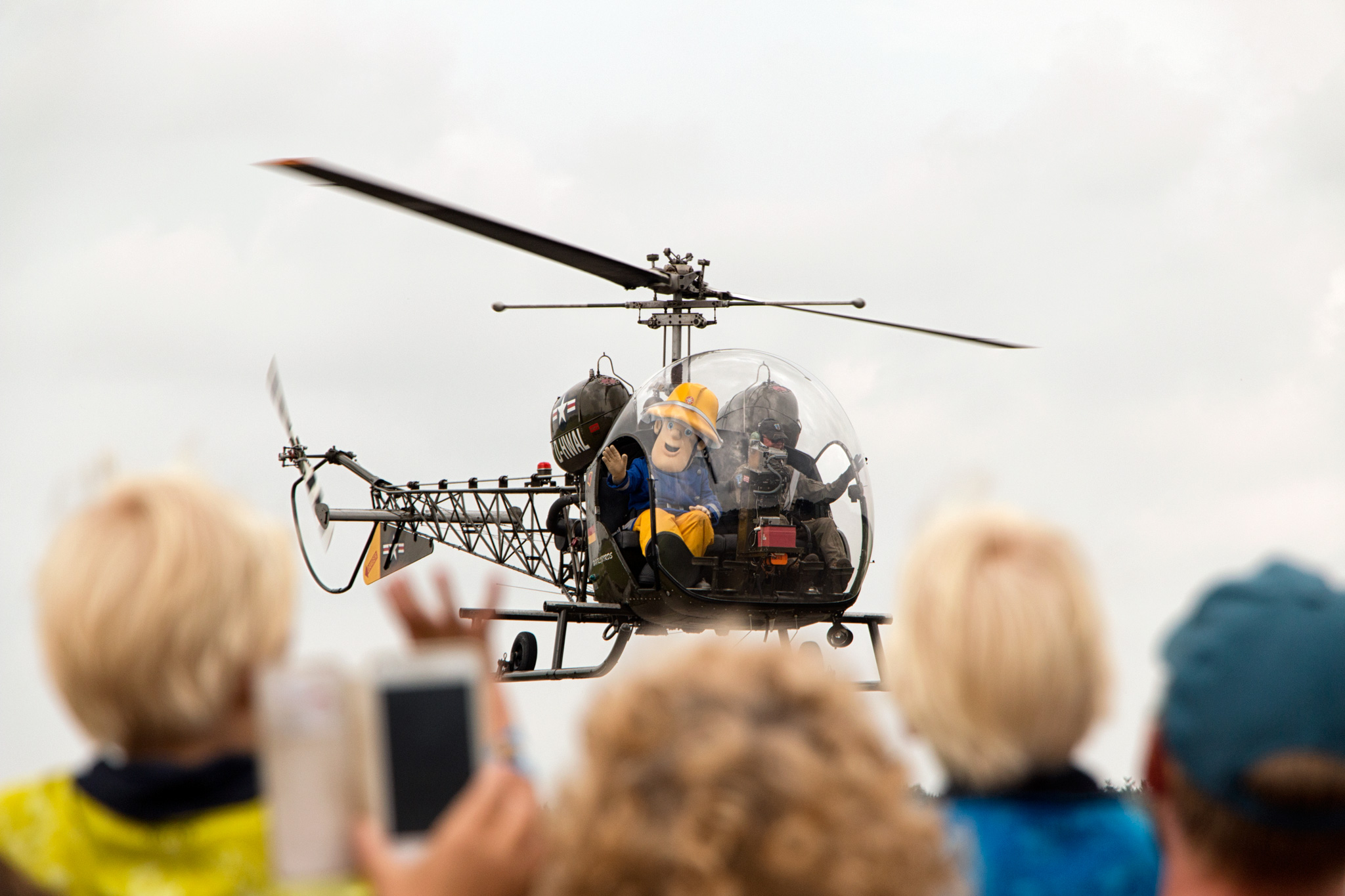

《출동! 소방관 샘》(Fireman Sam)은 영국 웨일즈의 애니메이션이며, 대한민국에서는 1999년, 한국방송공사와 대교방송에서《소방관 샘 아저씨》라는 이름으로 2004년까지 방송되었으며, 이후 2005년, C4U 엔터테인먼트가 이프로그램의 판권을 가져와 EBS에서 2010년까지 방송되었다. 08년생 세대들이 많이보았던 만화이다